# فهرست استانداران قم
این فهرست اسامی استانداران استان قم، (از سال تشکیل استان در سال ۱۳۷۵ تاکنون) می‌باشد.

## فهرست
| ر. | نام                      | نگاره   | شروع          | پایان         | مدت          | دولت    | رئیس دولت | م.     |
| -- | ------------------------ | ------- | ------------- | ------------- | ------------ | ------- | --------- | ------ |
| ۱  | سید هاشم بنی‌هاشمی        |         | ۱۳۷۵          | ۱۹ بهمن ۱۳۷۶  |              | ششم     | هاشمی     | [ ۳ ]  |
| ۲  | قربانعلی سعادت           |         | ۱۹ بهمن ۱۳۷۶  | ۵ آبان ۱۳۸۱   |              | هفتم    | خاتمی     | ‏       |
| ۲  | قربانعلی سعادت           | هشتم    | ۱۹ بهمن ۱۳۷۶  | ۵ آبان ۱۳۸۱   | ‏             |         | خاتمی     |        |
| ۳  | سید حمید طهایی           | هشتم    |               | ۵ آبان ۱۳۸۱   | ۸ آبان ۱۳۸۴  |         | خاتمی     | [ ۵ ]  |
| ۴  | عباس محتاج               |         | ۸ آبان ۱۳۸۴   | ۲۷ اسفند ۱۳۸۶ |              | نهم     | احمدی‌نژاد | [ ۶ ]  |
| ۵  | محمد ناظمی اردکانی       |         | ۲۷ اسفند ۱۳۸۶ | ۱۲ مهر ۱۳۸۸   |              | نهم     | احمدی‌نژاد | [ ۷ ]  |
| ۶  | محمدحسین موسی‌پور         |         | ۱۲ مهر ۱۳۸۸   | ۷ تیر ۱۳۹۱    |              | دهم     | احمدی‌نژاد | [ ۸ ]  |
| ۷  | کرم‌رضا پیریایی           |         | ۷ تیر ۱۳۹۱    | ۲۷ آذر ۱۳۹۲   |              | دهم     | احمدی‌نژاد | [ ۹ ]  |
| ۸  | محمدصادق صالحی‌منش        |         | ۲۷ آذر ۱۳۹۲   | ۴ تیر ۱۳۹۴    |              | یازدهم  | روحانی    | [ ۱۰ ] |
| –  | فریدون همتی سرپرست       |         | ۴ تیر ۱۳۹۴    | ۲۴ تیر ۱۳۹۴   |              | یازدهم  | روحانی    | [ ۱۱ ] |
| ۹  | سید مهدی صادقی           |         | ۲۴ تیر ۱۳۹۴   | ۲۶ آبان ۱۳۹۷  |              | یازدهم  | روحانی    | ‏       |
| ۹  | سید مهدی صادقی           | دوازدهم | ۲۴ تیر ۱۳۹۴   | ۲۶ آبان ۱۳۹۷  | ‏             |         | روحانی    |        |
| –  | سید محمدرضا هاشمی سرپرست | دوازدهم |               | ۲۶ آبان ۱۳۹۷  | ۱۲ دی ۱۳۹۷   |         | روحانی    | [ ۱۳ ] |
| ۱۰ | بهرام سرمست              | دوازدهم |               | ۱۲ دی ۱۳۹۷    | ۱۲ آبان ۱۴۰۰ |         | روحانی    | [ ۱۴ ] |
| ۱۱ | سید محمدتقی شاهچراغی     |         | ۱۲ آبان ۱۴۰۰  | ۲۴ مرداد ۱۴۰۲ |              | سیزدهم  | رئیسی     | [ ۱۵ ] |
| –  | احمد حاجی‌زاده سرپرست     |         | ۲۵ مرداد ۱۴۰۲ | ۲۹ مرداد ۱۴۰۲ |              | سیزدهم  | رئیسی     | [ ۱۶ ] |
| ۱۲ | سید محمد آقامیری         |         | ۲۹ مرداد ۱۴۰۲ | ۲۹ مهر ۱۴۰۳   |              | سیزدهم  | رئیسی     | [ ۱۷ ] |
| ۱۳ | اکبر بهنام‌جو             |         | ۲۹ مهر ۱۴۰۳   | متصدی         |              | چهاردهم | پزشکیان   | [ ۱۸ ] |